# Jiřina Kadlecová
Jiřina Kadlecová, född den 1 juni 1948 i Prag, Tjeckien, är en tjeckoslovakisk landhockeyspelare.
Hon tog OS-silver i damernas landhockeyturnering i samband med de olympiska landhockeytävlingarna 1980 i Moskva.